# Polski Holding Nieruchomości

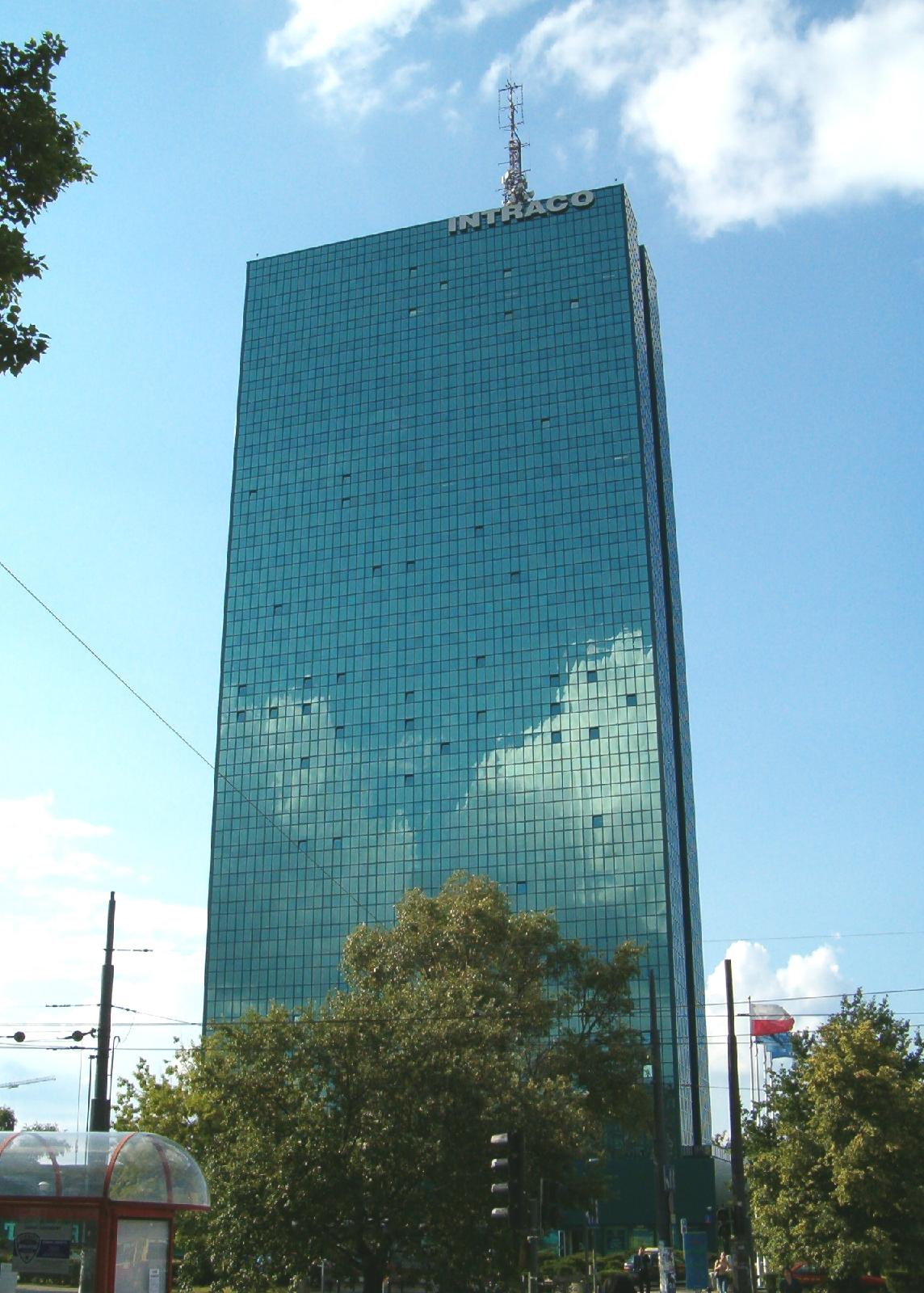
Das Warschauer Intraco-Hochhaus aus dem PHN-Portfolio

Die Polski Holding Nieruchomości (PHN) ist ein polnisches Immobilienunternehmen mit Sitz in Warschau. Die Holdingstruktur entstand am 25. März 2011 als Ergebnis der Verschmelzung von mehreren staatseigenen Immobilieneigentümern. Seit dem 13. Februar 2013 ist PHN an der Warschauer Börse notiert. Die Holdinggesellschaft kontrolliert 15 – meist regional tätige – Tochterunternehmen.
PHN ist in der Projektentwicklung, als Investor (PHN erwirbt auch Bestandsimmobilien) und in der Immobilienverwaltung tätig. Das Immobilienportfolio des Unternehmens besteht aus rund 140 Objekten im Wert von etwa 2,5 Milliarden Złoty. Die Aktivitäten der Gruppe betreffen vorwiegend die Städte Warschau, Łódź, Poznań, Breslau und Trójmiasto.
In Warschau gehören neben vielen anderen das Intraco-Hochhaus und zwei moderne Bürogebäude in Miasteczko Wilanów zum Eigentum der PHN. Ein im Bau befindliches Bürohochhaus ist der PHN Tower.